# Stockholms dagtingan
Stockholms dagtingan kallas Sten Stures den äldres erövring av Stockholm 9 maj 1502 under avsättningskriget mot kung Hans. 
Belägringen av Stockholm inleddes i oktober 1501 av Sten Stures och Hemming Gadhs styrkor. Försvaret av staden leddes av Johan II:s drottning Kristina av Sachsen, som tillsammans med en bemanning på 970 man befann sig på slottet Tre Kronor. Stadens invånare led svårt – maten tog slut med massdöd som följd. I februari 1502 fick Sten Sture ytterligare förstärkning av sin forne fiende Svante Nilsson, som efter erövringen av Örebro slott i februari kunde ansluta sig till upprorsmännens huvudstyrka. 
Den 6 maj inleddes förhandlingar där drottningen med sitt hov lovades fri lejd. Hon skulle tillsammans med sin uppvaktning föras till svartbrödraklostret, för att därifrån säkert transporteras till Danmark. Den 9 maj klockan åtta på morgonen öppnades stadsportarna. Av slottets stora bemanning hade bara ett sjuttiotal överlevt. Trots löfte om frihet fördes drottningen som fånge till svartbrödraklostret, där Sten Sture året innan valts till riksföreståndare. 
I oktober 1503, när hansestäderna lyckats medla fram vapenstillestånd, fördes drottning Kristina till Danmark, närmare bestämt till Halmstad. Överlämnandet utformades som ett propagandanummer med högtidliga åthävor i närvaro av Sten Sture, Hemming Gadh och ett antal biskopar. Under resan tillbaka insjuknade Sten Sture och han avled i Jönköping.